# Ludwik Aleksander de Bourbon (1747–1768)
Ludwik Aleksander Stanisław de Bourbon, fr. Louis Alexandre Stanislas de Bourbon, prince de Lamballe (ur. 6 września 1747 w Paryżu, zm. 6 maja 1768 w zamku Louveciennes) – książę Lamballe.
Urodził się w paryskim Hôtel de Toulouse jako najstarszy syn Ludwika, księcia Penthièvre i jego żony - księżnej Marii Teresy Felicity d’Este. Oboje jego rodzice byli potomkami króla Ludwika XIV z pozamałżeńskiego związku z Markizy de Montespan. Ludwik Aleksander był jedynym synem, który nie zmarł we wczesnym dzieciństwie i w przyszłości miał odziedziczyć ogromną fortunę swojego ojca.
Otrzymał tytuł księcia de Lamballe, który pochodził od nazwy jednego z miasteczek należących do jego ojca, ale był to titre de courtoisie i nie wiązała się z nim żadna realna władza. Lamballe był powszechnie znany z prowadzenia rozwiązłego trybu życia, więc jego ojciec postanowił ożenić go ze skromną i delikatną księżniczką Marią Luizą di Savoia, „Mademoiselle de Carignan” (1749–1792). Ślub per procura odbył się w 17 stycznia 1767 w Turynie, a powtórzono go 31 stycznia 1767 w Nangis. Maria Luiza była przeciwieństwem Ludwika Aleksandra, a ten wbrew nadziejom wcale nie zmienił się jej pod wpływem. Nadal miał wiele kochanek, a zmarł w wieku 21 lat na chorobę weneryczną, którą zaraził się od jednej z nich. Z Marią Luizą nie doczekał się potomstwa.
Jego ojciec bardzo przeżył śmierć dziedzica, a wdowę po nim otoczył ojcowską opieką i miłością. Maria Luiza przyjaźniła się z królową Francji – Marią Antonina i przez tę przyjaźń podczas rewolucji francuskiej spotkała ją straszna śmierć. Ogromna rodzinna fortuna przypadła siostrze Lamballe'a – Ludwice Marii, żonie Ludwika Filipa Józefa, księcia Orleanu. Ludwik Aleksander został pochowany razem z dziadkami, rodzicami i rodzeństwem w Collégiale Saint-Étienne w Dreux. W czasie rewolucji francuskiej, groby zostały splądrowane, a ciała wrzucono do wspólnej mogiły. Na miejscu mogiły wybudowano później kaplicę królewską w Dreux - nekropolię dynastii orleańskiej.